# シロマユオナガウズラ
シロマユオナガウズラ (白眉尾長鶉、学名：Dendrortyx leucophrys) は、キジ目キジ科に分類される鳥類の一種である。

## 分布
グアテマラ、ニカラグア、コスタリカに分布する。

## 形態
体長約35cm。体色や体型はオナガウズラに似ている。体の上面は緑がかった褐色で白や黒の斑があり、胸から腹部は淡い灰色である。頭は褐色で、額、喉、眉斑は白い。眼の周囲は皮膚が裸出しており橙色である。尾羽は長い。嘴、脚は橙色で、虹彩は褐色である。

## 生態
主に高原に生息する。

## 亜種
以下の2亜種に分類される。
- Dendrortyx leucophrys leucophrys
- Dendrortyx leucophrys hypospodius